# Étienne Léopold Trouvelot
Étienne Léopold Trouvelot, född 26 december 1827 i Guyencourt, Aisne, död 22 april 1895 i Meudon, var en fransk astronom. 
Trouvelot tvingades på grund av statskuppen 1851 att lämna Frankrike och utvandrade till USA, där han 1868–1876 levererade enstaka bidrag angående insekter och därmed besläktade ämnen till Boston Natural History Society. Som astronom började han med att observera solen och publicerade 1875 sin avhandling Veiled Solar Spots. Från 1876 utförde han systematiska observationer av planeterna Venus, Mars, Jupiter och Saturnus och publicerade 1881 sin avhandling Observations on Jupiter, i vilken han ger denna planets rotationstid härledd ur fläckar på dess yta, men störst namn vann han i USA genom sina teckningar av bland annat Jupiter, Saturnus och Orionnebulosan, publicerade i Astronomical Engravings (Annals of Harvard College Observatory, band VIII, Cambridge, Massachusetts 1876).
År 1882 lämnade han USA och anställdes vid observatoriet i Meudon, där han huvudsakligen iakttog solen, och sände härom talrika mindre meddelanden till akademien i Paris.

## Utmärkelser
Nedslagskratern Trouvelot på månen och kratern Trouvelot på planeten Mars är uppkallade efter honom.

## Galleri

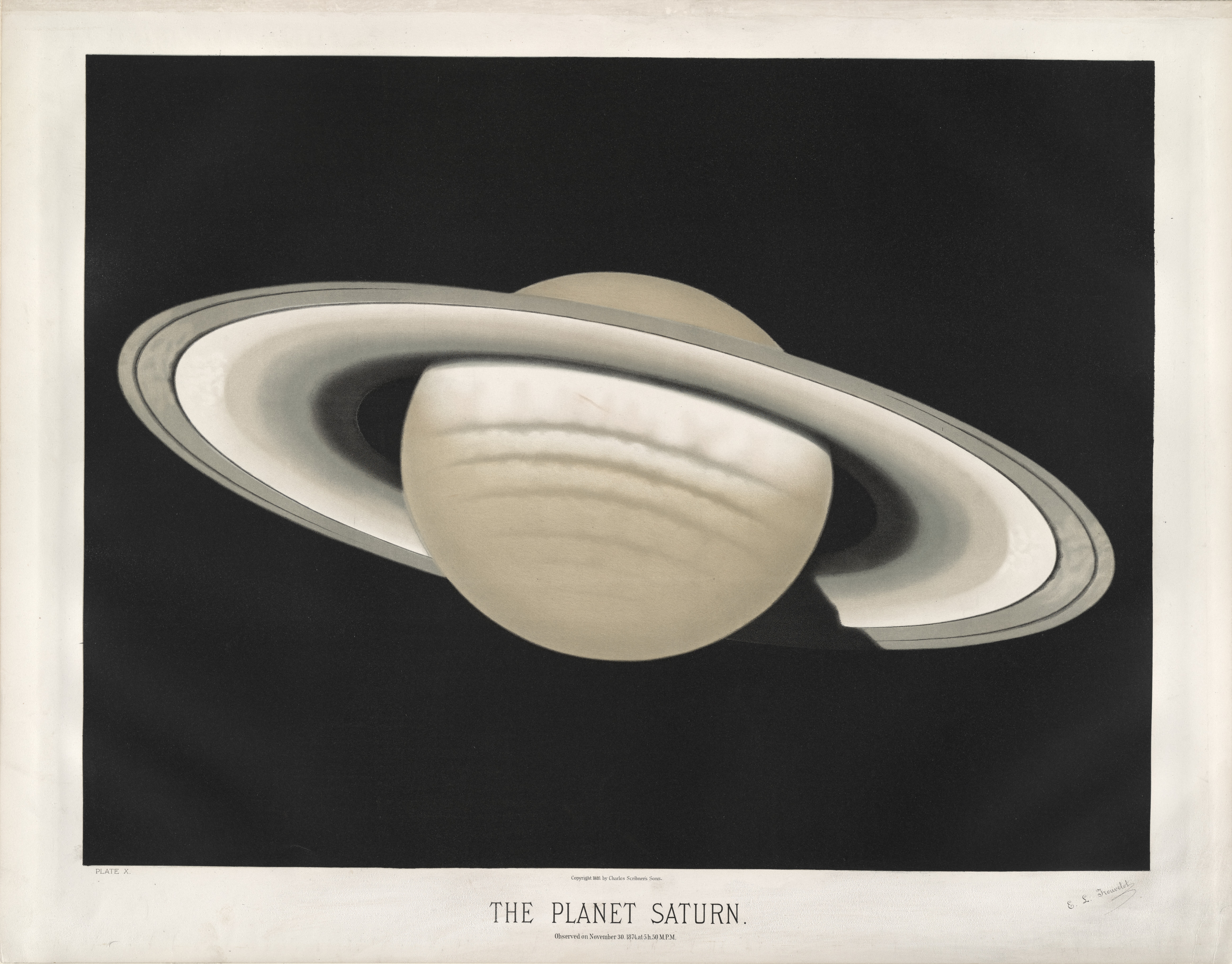
Saturnus (1874)
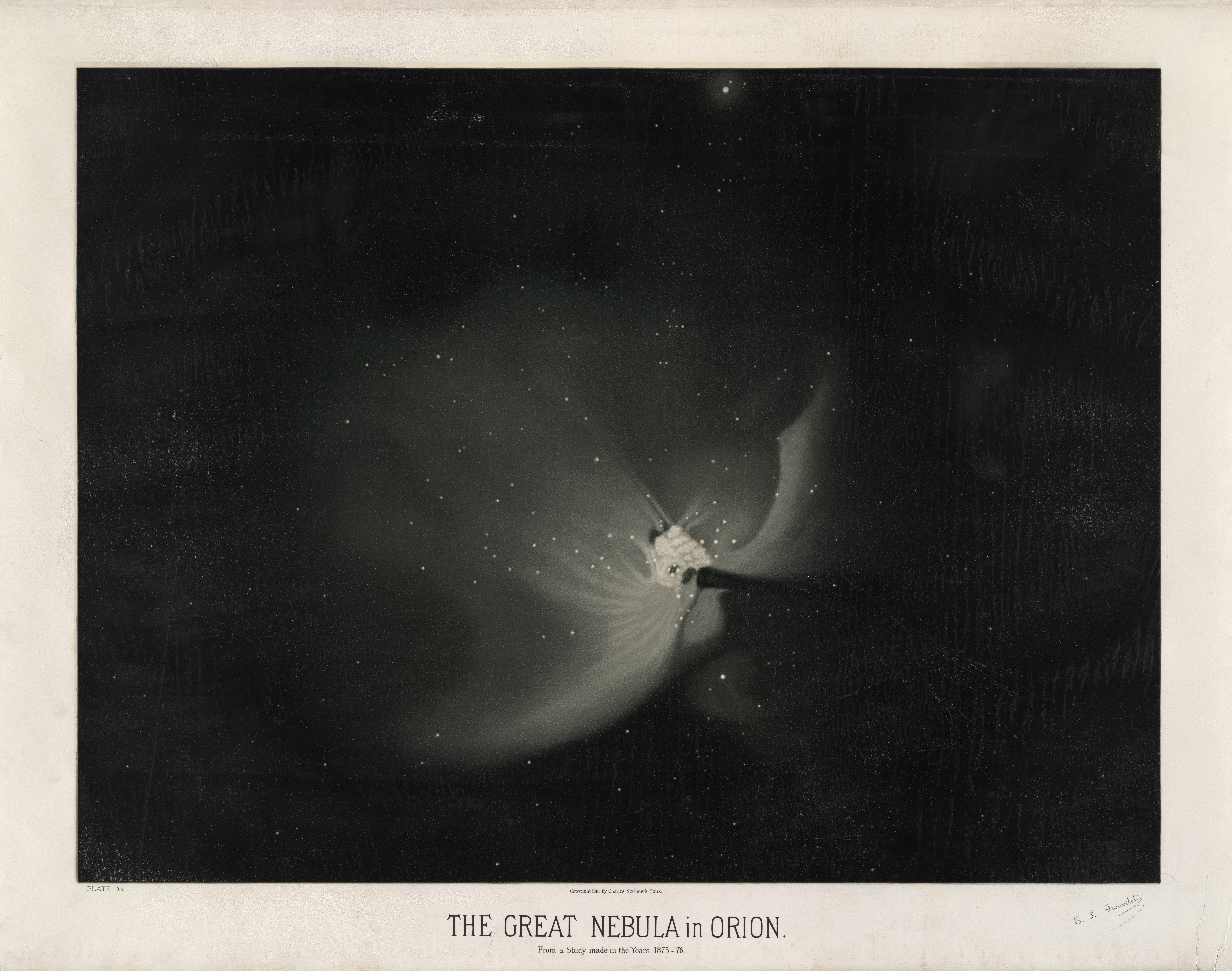
Orionnebulosan (1875)
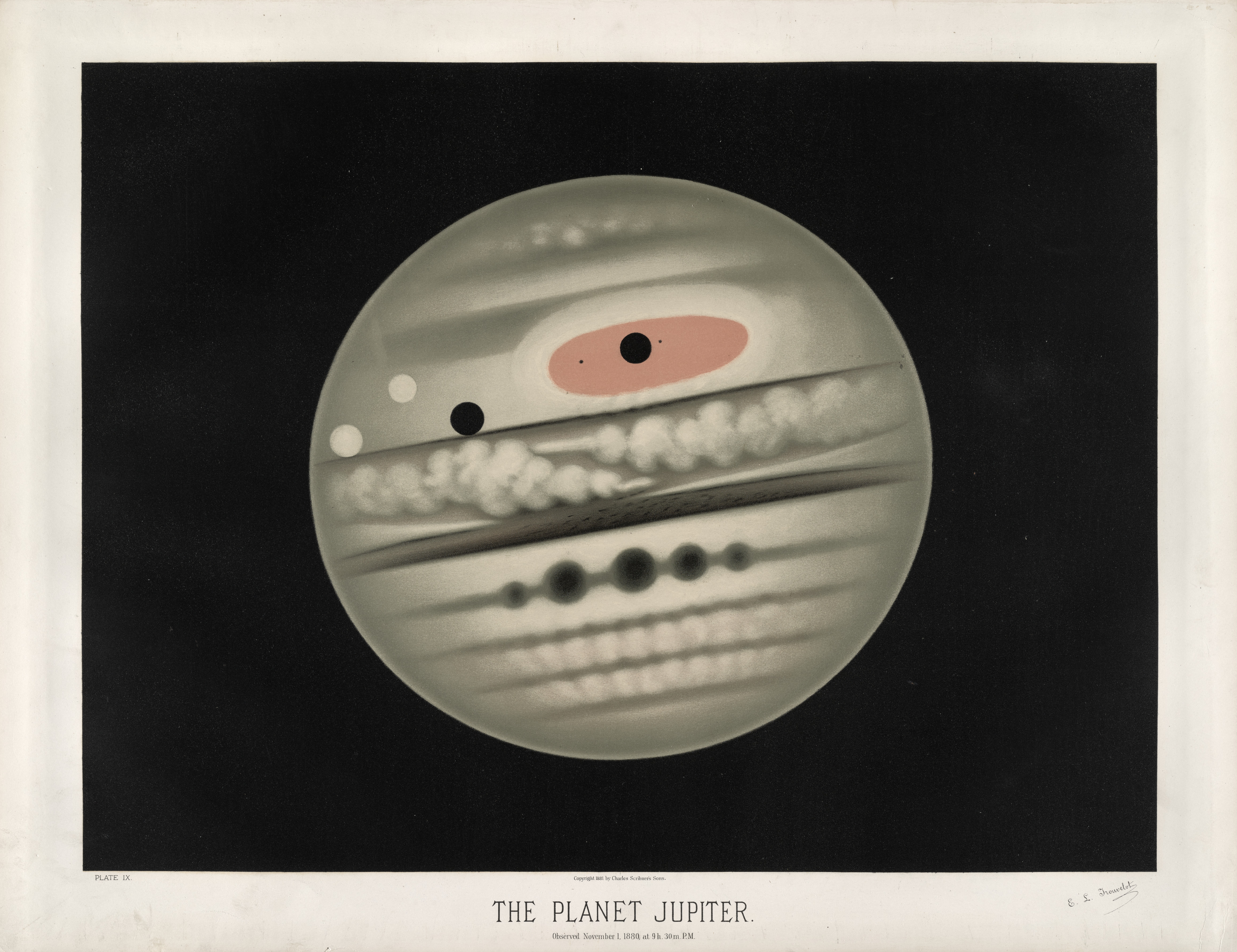
Jupiter (1880)